# Teodósio (filho de Ataulfo)
Teodósio (em latim: Teodosius) foi um nobre romano do início do século V, filho da princesa e futura imperatriz Gala Placídia e do rei visigótico Ataulfo (r. 410–415). Nasceu meses após o casamento de seus pais em Narbo (atual Narbona) em janeiro de 414 e faleceu meses antes de seu pai, que foi assassinado no verão de 415. Seu local de nascimento provavelmente foi Barcino (atual Barcelona). Quando faleceu foi colocado dentro de um caixão de prata para ser sepultado numa capela fora de Barcino. 35 anos depois, em fevereiro de 450, quando estava em visita a Roma para celebrar o dia de São Pedro, Gala reenterrou os restos de Teodósio na Basílica de São Pedro.